# Match di improvvisazione teatrale

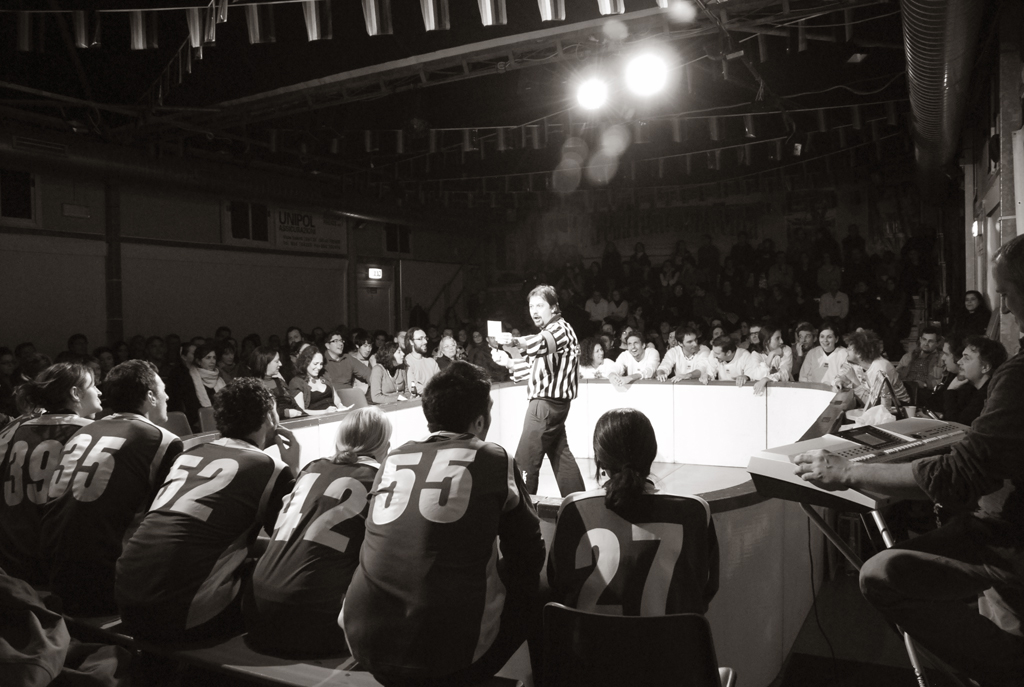
L'arbitro propone tema e parametri su i quali i giocatori/attori sono chiamati ad improvvisare.

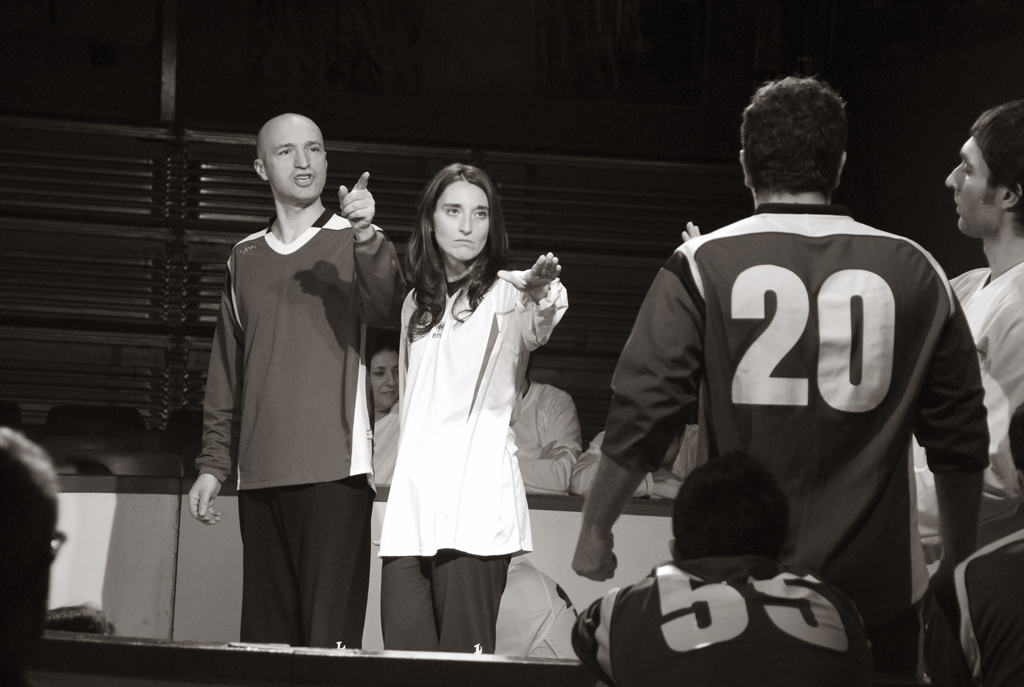
Le due squadre si affrontano in un "incontro" di improvvisazione teatrale – Ad esempio: in questo caso specifico alle due squadre è richiesto di mettere in scena un regolamento di conti tra due bande di malavitosi; alla maniera dei film di gangster americani; tipo mista; durata 5 minuti.

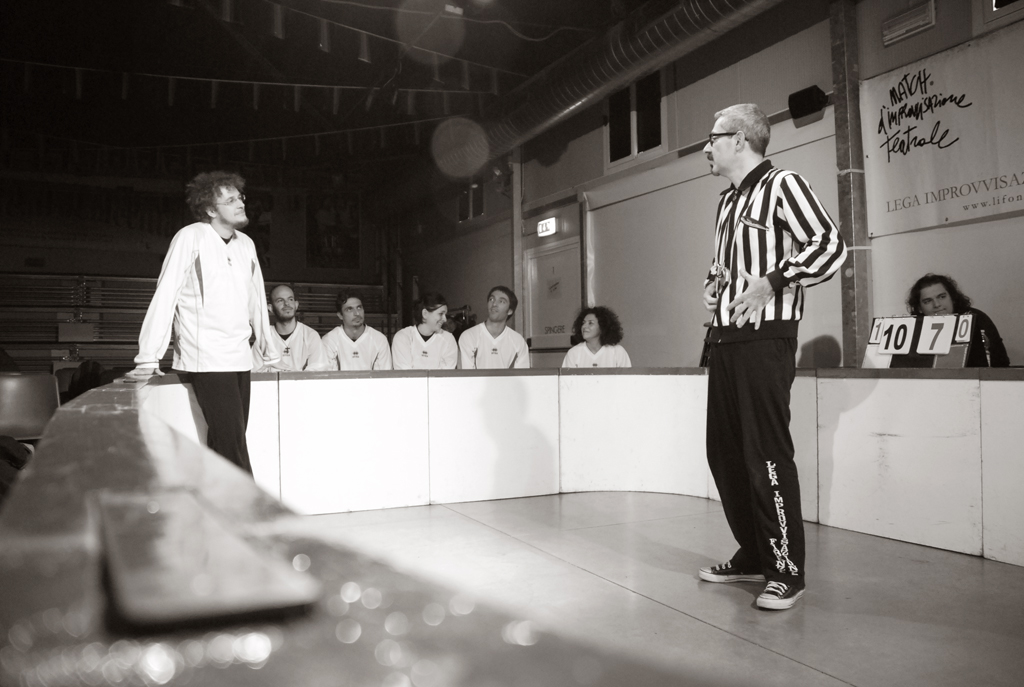
Al termine di ciascuna esibizione, nel caso in cui siano stati commessi "falli" (ossia: mancato rispetto di alcune regole di gioco), l'arbitro chiama a rapporto i capitani di ciascuna squadra. Con tre falli si assegna un punto agli avversari.

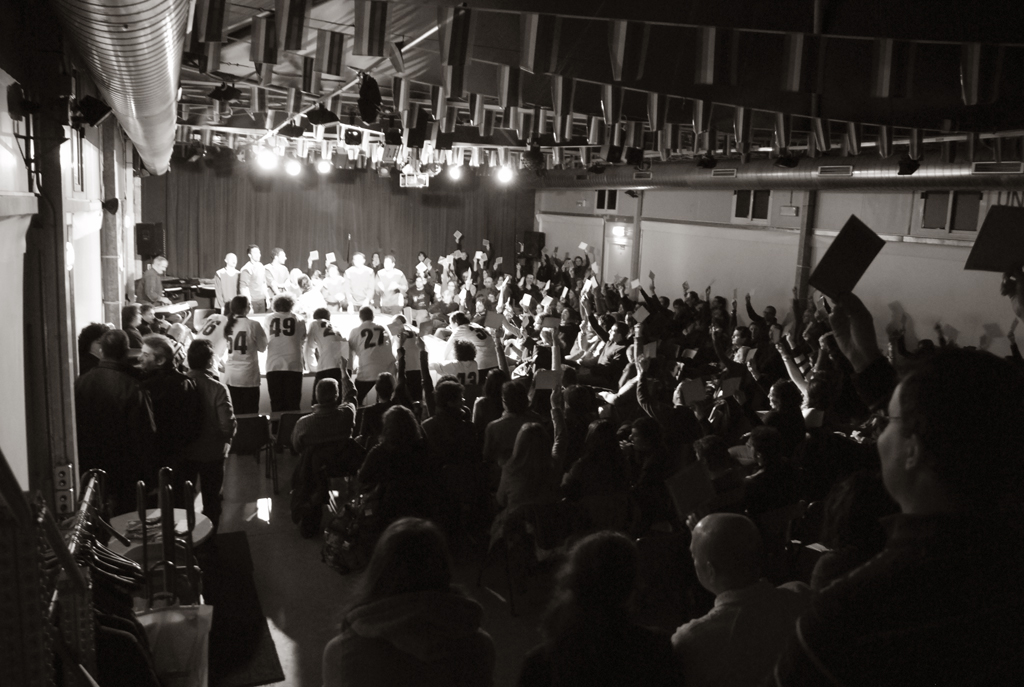
Il pubblico vota l'interpretazione migliore per mezzo di un cartoncino. A ciascun lato del cartoncino corrisponde il colore della squadra alla quale si decide di assegnare il punto – Ad esempio: nel caso di un'interpretazione mista si può votare la squadra che ha contribuito in maniera più efficace alla riuscita dell'improvvisazione.

Il match di improvvisazione teatrale è un particolare genere di teatro che coniuga le tecniche dell'improvvisazione con le regole di un incontro sportivo.

## Storia
Il match d'improvvisazione teatrale (in lingua francese match d'improvisation théâtrale) è un tipo di spettacolo nato in Canada alla fine degli anni settanta per iniziativa di due attori registi, Robert Gravel e Yvon Leduc. Essi decisero di creare un ibrido tra un'improvvisazione teatrale e un match sportivo (e precisamente l'hockey su ghiaccio, sport nazionale canadese).
Il primo match d'improvvisazione teatrale si tenne il 21 ottobre 1977 a Montréal, nel Canada francofono, come proposta spettacolare del «Théâtre Expérimental de Montréal» (T.E.M. - Cahiers de Théâtre Expérimentale du Montréal), che in quell'anno produsse nove spettacoli teatrali sperimentali, tutti incentrati sulle variazioni di spazio e tempo in relazione con il pubblico.
Gravel e Leduc depositarono il format dello spettacolo e da allora ne detengono i diritti, Gravel ebbe l'idea e Leduc lo incoraggiò e lo aiutò a realizzarla. Il successo fu immediato; la data e l'ora della prima rappresentazione testimoniano il carattere sperimentale della proposta: lunedì, mezzanotte di una fredda giornata invernale, prezzo del biglietto 1 dollaro canadese.
Ebbe così gran successo in Québec che ben due stagioni vennero trasmesse in diretta TV da Radio Québec come un qualsiasi altro sport nazionale. Si sono disputati diversi Mondiali di match.
Theatresports
È uno spettacolo differente (anche se presenta molte affinità), che è nato sempre nel 1977 ma a Calgary, nel Canada anglofono. È stato introdotto per merito di Keith Johnstone. Si è diffuso innanzitutto negli stati anglofoni, per poi diffondersi in molti altri Paesi, tra cui l'Italia.

## Caratteristiche
Il match consiste in una gara fra due squadre composte da tre a cinque giocatori ciascuna, talvolta guidati da un allenatore. Un arbitro, coadiuvato da due assistenti, propone dei temi sui quali i giocatori/attori sono chiamati ad improvvisare. L'arbitro controlla anche che il match si svolga secondo precise regole e può fischiare dei "falli" ai giocatori che non le rispettano.
Per ogni improvvisazione viene dato: un titolo; il numero dei giocatori (illimitato, uno per squadra, solo donne, eccetera); la categoria (libera, in uno stile teatrale o cinematografico, in rima, muta, cantata, eccetera); la durata dell'improvvisazione (da alcuni secondi fino ad oltre 15 minuti; la media è di 4-5 minuti). Al fischio dell'arbitro le squadre hanno 20 secondi di tempo per concertare una strategia. Al secondo fischio l'improvvisazione comincia.
Le improvvisazioni possono essere di due tipologie: mista (le squadre improvvisano contemporaneamente integrandosi sullo stesso tema proposto dall'arbitro); comparata (ciascuna squadra è chiamata a turno ad improvvisare sul titolo proposto).
Al termine di ogni improvvisazione il pubblico è invitato a votare per una delle due squadre mediante un cartoncino riportante, sulle due facce, i colori delle squadre in gara.
La squadra che totalizza tre falli regala un punto agli avversari.
Il match, di solito, si svolge in due tempi di circa 40 minuti l'uno.

## Diffusione
Leghe d'improvvisazione teatrale sono diffuse in quasi tutto il mondo, con possibili differenze tra i rispettivi regolamenti.
In Italia il match è stato importato dall'attore Francesco Burroni alla fine degli anni ottanta, ed è stato messo in scena per la prima volta nella città di Firenze.
Ad oggi i match sono praticati in Italia da decine di associazioni sparse su tutta la penisola. Si contano sedi ad Arezzo, Bologna, Bergamo, Brescia, Carpi (MO), Empoli (FI), Firenze, Genova, Ischia, Lucca, Medolla (MO), Modena, Milano, Parma, Pescara, Pisa, Pistoia, Prato, Reggio Emilia, Roma, Sarzana, Torino, Trento, Trieste, Varese, Verona, Vicenza.